# ألفارو باريتو
ألفارو باريتو هو مهندس وسياسي برتغالي، ولد في 1936 في لشبونة في البرتغال، وتوفي بنفس المكان في 10 فبراير 2020. نشط حزبياً في الحزب الديمقراطي الاجتماعي. في 1985 Portuguese legislative election ‏، انتخب عضو مجلس الجمهورية ‏ عن دائرة Beja (Assembly of the Republic constituency) ‏ وقد انضم خلال فترته النيابية ‏ للكتلة البرلمانية الحزب الديمقراطي الاجتماعي وفي الدورة التشريعية البرتغالية 1980 ‏، انتخب عضو مجلس الجمهورية ‏ عن دائرة Viseu (Assembly of the Republic constituency) ‏ وقد انضم خلال فترته النيابية ‏ للكتلة البرلمانية الحزب الديمقراطي الاجتماعي.